# Live in Philly 2010
Live in Philly 2010 é o primeiro álbum ao vivo da banda de hard rock americana Halestorm, O álbum foi disponibilizado para pré-venda em 21 de outubro de 2010, mas não foi lançado até 16 de novembro de 2010. Esta performance ao vivo foi gravada no TLA na Filadélfia, Pensilvânia em 30 de abril de 2010.

## Faixas
| N.º | Título                     | Duração |  |
| 1.  | "It's Not You"             | 5:55    |  |
| 2.  | "Innocence"                | 4:14    |  |
| 3.  | "Bet U Wish U Had Me Back" | 3:34    |  |
| 4.  | "Love/Hate Heartbreak"     | 5:24    |  |
| 5.  | "I'm Not An Angel"         | 4:41    |  |
| 6.  | "Familiar Taste of Poison" | 5:18    |  |
| 7.  | "Boom City"                | 5:21    |  |
| 8.  | "Nothing to Do with Love"  | 4:08    |  |
| 9.  | "Dirty Work"               | 3:48    |  |
| 10. | "I Get Off"                | 3:49    |  |
| 11. | "Tell Me Where It Hurts"   | 4:07    |  |
| 12. | "Better Sorry Than Safe"   | 3:42    |  |

## Faixas (DVD)[1]
1. "Intro." –
2. "It's Not You" –
3. "What Were You Expecting" –
4. "Innocence" –
5. "Bet U Wish U Had Me Back" –
6. "Love/Hate Heartbreak" –
7. "I'm Not An Angel" –
8. "Familiar Taste of Poison" –
9. "Boom City" –
10. "Nothing to Do with Love" –
11. "Dirty Work" –
12. "I Get Off" –
13. "Tell Me Where It Hurts" –
14. "Better Sorry Than Safe" –